# Taisuke Muramatsu
Taisuke Muramatsu (jap. 村松 大輔, Muramatsu Taisuke; * 16. Dezember 1989 in Yaizu, Präfektur Shizuoka) ist ein ehemaliger japanischer ehemaliger Fußballspieler.

## Laufbahn

### Verein
Muramatsu spielte in der Fußballmannschaft an seiner Oberschule Fujieda-Ost (Fujieda-Higashi) und seinem Schulabschluss im Amateurligaverein Honda FC. 2009 wurde er dann vom Profi-Erstligisten Shonan Bellmare unter Vertrag genommen, wechselte 2011 zu Shimizu S-Pulse und wurde 2014 kurzzeitig an Tokushima Vortis ausgeliehen. 2016 erfolgte eine erneute Ausleihe zu Vissel Kōbe nach Kōbe. 2018 wechselte er zum Drittligisten Giravanz Kitakyushu nach Kitakyūshū. Hier beendete er Ende 2018 seine Profikarriere als Fußballspieler.

### Nationalmannschaft
Muramatsu war 2008/9 Mitglied der japanischen U-18/19-Auswahl, 2009 und 2010 der japanischen Fußballnationalmannschaft und 2011/2 der U-22/23-Auswahl, mit der er sich für die Olympischen Sommerspiele 2012 qualifizierte.